# گمینا لوتومیرسک
گمینا لوتومیرسک (به لهستانی:  Gmina Lutomiersk) یک گمینا در لهستان است که در شهرستان پابیانیتسه واقع شده‌است. گمینا لوتومیرسک ۱۳۳٫۸۷ کیلومتر مربع مساحت و ۷٬۰۹۰ نفر جمعیت دارد.